# Rob McClanahan
Robert Bruce McClanahan (* 9. ledna 1958 v St. Paul, Minnesota, USA) je bývalý americký hokejový útočník, který odehrál 224 utkání v NHL.

## Reprezentace
Byl vybrán trenérem Herbem Brooksem do reprezentace pro mistrovství světa 1979 v SSSR (7. místo). Brooks jej zařadil i do výběru, který se po celý úvod ročníku 1979/80 připravoval na olympijský turnaj v Lake Placid 1980. V rámci přípravy odehrál 63 utkání, ve kterých si připsal 70 bodů za 34 branek a 36 asistencí. Na samotném turnaji Američané získali zlaté medaile, hlavně díky šokujícímu vítězství nad SSSR (Zázrak na ledě). Zlato potvrdili v závěrečném utkání proti Finsku, kdy vítěznou branku vstřelil právě McClanahan.
Reprezentoval i na Kanadském poháru 1981 (semifinále).

### Reprezentační statistiky
| 1979 | USA | MS | 8 | 1 | 3 | 4 | 6 |
| 1980 | USA | OH | 7 | 5 | 3 | 8 | 2 |
| 1981 | USA | KP | 6 | 0 | 0 | 0 | 2 |

## Kariéra
Do roku 1976 hrál středoškolskou ligu za Mounds View High, pak začal nastupovat za celek minnesotské univerzity, který vedl budoucí reprezentační trenér Herb Brooks. V dresu tohoto týmu strávil tři sezony. V letech 1978 a 1979 získal mistrovský titul.
V roce 1978 jej draftoval do NHL klub Buffalo Sabres. Po olympijském turnaji v Lake Placid (viz výše) se právě k tomuto klubu přidal. V premiérové sezoně si s Buffalem zahrál finále konference, ve kterém Sabres podlehli New York Islanders. V létě 1981 jej klub dal na listinu nechráněných hráčů, kde si ho vybral Hartford Whalers. V únoru 1982 jej Whalers vyměnili do New York Rangers. V dresu tohoto celku či jeho farmářských mužstev působil do konce sezony 1983/84. Po této sezoně byl vyměněn do Detroit Red Wings, tento klub ho v jiné transakci postoupil týmu Vancouver Canucks. Za ten ale McClanahan nenastoupil, protože se rozhodl pro konec kariéry.

## Klubové statistiky
| Sezona     | Klub                 | Soutěž     | Základní část | Základní část | Základní část | Základní část | Základní část | Play off | Play off | Play off | Play off | Play off |
| Sezona     | Klub                 | Soutěž     | Z             | G             | A             | B             | TM            | Z        | G        | A        | B        | TM       |
| ---------- | -------------------- | ---------- | ------------- | ------------- | ------------- | ------------- | ------------- | -------- | -------- | -------- | -------- | -------- |
| 1976/77    | Univerzita Minnesota | NCAA       | 40            | 11            | 6             | 17            | 24            | —        | —        | —        | —        | —        |
| 1977/78    | Univerzita Minnesota | NCAA       | 38            | 17            | 25            | 42            | 10            | —        | —        | —        | —        | —        |
| 1978/79    | Univerzita Minnesota | NCAA       | 43            | 17            | 32            | 49            | 34            | —        | —        | —        | —        | —        |
| 1979/80    | Buffalo Sabres       | NHL        | 13            | 2             | 5             | 7             | 0             | 10       | 0        | 1        | 1        | 4        |
| 1980/81    | Buffalo Sabres       | NHL        | 53            | 3             | 12            | 15            | 38            | 5        | 0        | 1        | 1        | 13       |
|            | Rochester Americans  | AHL        | 18            | 9             | 13            | 22            | 10            | —        | —        | —        | —        | —        |
| 1981/82    | Hartford Whalers     | NHL        | 17            | 0             | 3             | 3             | 11            | —        | —        | —        | —        | —        |
|            | Binghamton Whalers   | AHL        | 27            | 11            | 18            | 29            | 21            | —        | —        | —        | —        | —        |
|            | New York Rangers     | NHL        | 22            | 5             | 9             | 14            | 10            | 10       | 2        | 5        | 7        | 2        |
|            | Springfield Indians  | AHL        | 7             | 4             | 5             | 9             | 0             | —        | —        | —        | —        | —        |
| 1982/83    | New York Rangers     | NHL        | 78            | 22            | 26            | 48            | 46            | 9        | 2        | 5        | 7        | 12       |
| 1983/84    | New York Rangers     | NHL        | 41            | 6             | 8             | 14            | 21            | —        | —        | —        | —        | —        |
|            | Tulsa Oilers         | CHL        | 10            | 4             | 10            | 14            | 10            | —        | —        | —        | —        | —        |
| Celkem NHL | Celkem NHL           | Celkem NHL | 224           | 38            | 63            | 101           | 126           | 34       | 4        | 12       | 16       | 31       |

## Po kariéře
Pracoval zejména jako finanční poradce v Minnesotě.

## Zajímavosti
- O olympijském triumfu v Lake Placid 1980 byly natočeny dva filmy, v roce 1981 hrál Christoffa Ken Stovicz a v roce 2004 Nathan West.